# Havlov (Rožmitál na Šumavě)
Havlov (německy Hablesreith) je zaniklá ves na  území obce Rožmitál na Šumavě v okrese Český Krumlov.

## Historie
První písemná zmínka o Havlovu pochází z roku 1379. Od zavedení obecního zřízení v polovině 19. století byl Havlov osadou obce Hněvanov. V roce 1930 zde stálo 9 domů a žilo zde 41 obyvatel.
V Havlově bývaly dvě kaple, jedna v centru vesničky a druhá na jihozápad od osady u místní silnice. Po druhé světové válce Havlov zanikl.